# Magyarország a 2010-es junior atlétikai világbajnokságon
Magyarország a kanadai Monctonban megrendezett 2010-es junior atlétikai világbajnokság egyik részt vevő nemzete volt, 16 sportolóval képviseltette magát.

## Érmesek
| Érem      | Versenyző         | Versenyszám   | Dátum      |
| --------- | ----------------- | ------------- | ---------- |
| Ezüstérem | Deák-Nagy Marcell | 400 m         | július 22. |
| Ezüstérem | Hudi Ákos         | Kalapácsvetés | július 25. |

## Eredmények

### Férfi
| Versenyző         | Versenyszám | Előfutam | Előfutam | Elődöntő | Elődöntő | Döntő   | Döntő     |
| Versenyző         | Versenyszám | Idő      | Hely.    | Idő      | Hely.    | Idő     | Helyezés  |
| ----------------- | ----------- | -------- | -------- | -------- | -------- | ------- | --------- |
| Karlik Dániel     | 100 m       | 10,66    | 3.       | kiesett  | kiesett  | kiesett | kiesett   |
| Deák-Nagy Marcell | 400 m       | 47,31    | 1.       | 46,23    | 1.       | 46,09   | Ezüstérem |
| Pál Robin         | 110 m gát   | 14,68    | 7.       | kiesett  | kiesett  | kiesett | kiesett   |

| Versenyző       | Versenyszám   | Selejtező | Selejtező | Döntő    | Döntő     |
| Versenyző       | Versenyszám   | Eredmény  | Hely.     | Eredmény | Helyezés  |
| --------------- | ------------- | --------- | --------- | -------- | --------- |
| Pál Robin       | Magasugrás    | 2,00 m    | 16.       | kiesett  | kiesett   |
| Fajoyomi Viktor | Magasugrás    | 2,14 m    | 7.        | kiesett  | kiesett   |
| Huszák János    | Diszkoszvetés | 52,47 m   | 12.       | kiesett  | kiesett   |
| Szabó Dániel    | Kalapácsvetés | 70,89 m   | 3.        | 74,41 m  | 5.        |
| Hudi Ákos       | Kalapácsvetés | 76,62 m   | 1.        | 78,37 m  | Ezüstérem |

### Női
| Versenyző                                                       | Versenyszám        | Előfutam      | Előfutam      | Elődöntő | Elődöntő | Döntő    | Döntő    |
| Versenyző                                                       | Versenyszám        | Idő           | Hely.         | Idő      | Hely.    | Idő      | Helyezés |
| --------------------------------------------------------------- | ------------------ | ------------- | ------------- | -------- | -------- | -------- | -------- |
| Nguyen Anasztázia                                               | 100 m              | 12,00         | 3.            | 11,92    | 4.       | kiesett  | kiesett  |
| Schmelcz Fanni                                                  | 100 m              | 12,13         | 4.            | kiesett  | kiesett  | kiesett  | kiesett  |
| Gyürkés Viktória                                                | 1500 m             | 4:23,51       | 7.            |          |          | kiesett  | kiesett  |
| Kerekes Gréta                                                   | 100 m gát          | nem ért célba | nem ért célba | kiesett  | kiesett  | kiesett  | kiesett  |
| Komiszár Kriszta Nguyen Anasztázia Schmelcz Fanni Kerekes Gréta | 4 × 100 m váltó    | 45,77         | 6.            |          |          | kiesett  | kiesett  |
| Kriván Berta                                                    | 10 000 m gyaloglás |               |               |          |          | 51:39,50 | 20.      |

| Versenyző         | Versenyszám   | Selejtező | Selejtező | Döntő    | Döntő    |
| Versenyző         | Versenyszám   | Eredmény  | Hely.     | Eredmény | Helyezés |
| ----------------- | ------------- | --------- | --------- | -------- | -------- |
| Gergelics Cintia  | Kalapácsvetés | 53,89 m   | 6.        | 55,56 m  | 10.      |
| Vincze Petronella | Kalapácsvetés | 52,90 m   | 6.        | kiesett  | kiesett  |

| Versenyző     | Versenyszám | 100 m gát | Magasugrás | Súlylökés | 200 m | Távolugrás | Gerelyhajítás | 800 m   | Végeredmény | Végeredmény |
| Versenyző     | Versenyszám | Idő       | Eredmény   | Eredmény  | Idő   | Eredmény   | Eredmény      | Idő     | Pont        | Helyezés    |
| ------------- | ----------- | --------- | ---------- | --------- | ----- | ---------- | ------------- | ------- | ----------- | ----------- |
| Krizsán Xénia | Hétpróba    | 14,52     | 1,57 m     | 12,28 m   | 25,25 | 5,94 m     | 43,68 m       | 2:16,32 | 5594        | 7.          |